# Christian Liedtke (Mathematiker)
Christian Liedtke (* 1976 in Göttingen) ist ein deutscher Mathematiker und Professor an der Technischen Universität München. Sein Forschungsschwerpunkt ist die Algebraische Geometrie.

## Leben
Christian Liedtke studierte ab 1996 Mathematik an der Universität Göttingen und der Universität Warwick, war Stipendiat der Studienstiftung des deutschen Volkes und schloss sein Studium 2001 mit einer von Fabrizio Catanese betreuten Diplomarbeit ab. Ab 2001 war er Doktorand am Max-Planck-Institut für Mathematik und wurde 2004 mit einer von Gerd Faltings betreuten Doktorarbeit promoviert. Ab 2004 war er Assistent an der Heinrich-Heine-Universität Düsseldorf, war 2009–2011 Gastdozent an der Universität Stanford und danach Postdoc an der Universität Bonn. Seit 2013 ist er Professor an der Technischen Universität München. 2023 war er für ein halbes Jahr Academic Visitor an der Universität Oxford.
Er ist mit der Juristin Frauke Wedemann verheiratet. Das Paar hat zwei Kinder und lebt bei München.

## Auszeichnungen
- ERC Consolidator Grant